# Esquirols
|  | Aquest article tracta sobre el grup de música. Vegeu-ne altres significats a «Esquirol». |

Els Esquirols fou un grup de música folk català nascut al poble de l'Esquirol, al cor del Collsacabra (Osona), a partir de 1969, i desaparegut l'any 1986, un moment de canvis històrics en què cantar en català era tot un repte. Tanmateix, el panorama de la cançó estava en efervescència amb la irrupció de molts grups i solistes, i la situació política i social del país obria noves esperances de cara al futur.
En aquest context, Esquirols es va caracteritzar per fer cançons compromeses amb el seu temps, tant per les lletres -a voltes satíriques, a voltes emotives i contundents- com per la seva voluntat d'arribar a un públic majoritari. Les influències inicials de la cançó de muntanya i el folk nord-americà van deixar pas, de mica en mica, a un estil propi i elaborat, i a una sonoritat plena de matisos instrumentals i vocals.
El grup edità sis discos de llarga durada: Cants al vent (Edigsa, 1973 i reeditat per Picap el 2007), Fent camí (Edigsa, 1975 i reeditat per Picap el 2007), Colze amb colze (Edigsa, 1976 i reeditat per Picap el 2007), Licor d'herbes bones (Edigsa, 1978 i reeditat per Picap el 2007), Torna, torna Serrallonga (Edigsa, 1980 i reeditat per Picap el 2007), Com un anhel (Edigsa, 1982 i reeditat per Picap el 2007) i enregistrà el disc El comte Arnau (1984) amb Rafael Subirachs, que encara resta inèdit.
Les cançons d'Esquirols van formar part de la banda sonora d'una generació. Molts joves d'aquells anys les van adoptar per cantar-les, a cop de guitarra, en trobades, excursions, festivals i actes reivindicatius. Algunes d'aquelles cançons, adaptades, popularitzades i convertides gairebé en himnes han anat passant a les generacions més joves, i han format part dels cançoners bàsics d'escoles, grups excursionistes i agrupaments escoltes, alhora que han estat reinterpretades per altres cantants o conjunts musicals com ara: Xesco Boix, Picarols, Mecatxis, Mesclat, Bitayna, David Rossell i Titot, Sciurus-Esquirols XXI, Pinyols Bertran, Mitjanit, Manel Camp, Kumbes del Mambo, Pastorets Rock, Ebri Knight, Germà Negre, Giovinetto… El grup va estar format inicialment per Josep Casadesús, l'actor Joan Crosas, Joan Vilamala, Jaume Font, Rosa Maria Sadurní i Pep Molas. Posteriorment s'hi uniren Dolors Roca, Rafael Sala i Ramon Estrada.

## Discografia
Cants al vent (1973)
1. Qui canta els seus mals espanta (00:19)
2. Si ens plau acampar (01:37)
3. Pujarem dalt dels cims (01:40)
4. Riera dolça i lenta (01:47)
5. Amb la tramuntana (02:54)
6. Au, pren alè (01:22)
7. Va passar a Collsacabra (02:15)
8. L'amic de l'acampada (01:38)
9. Unim nostres veus (01:37)
10. Rústic-camp (03:08)
11. Somriu minyó (02:01)
12. El corn del pastor (01:42)
13. El caçador (01:42)
14. Foc guspireja (01:03)
15. Dins la fosca (01:40)
16. Després d'aquest jorn (01:18)
17. Cada dia surt el sol (02:01)

Fent camí (1975)
1. Fent camí (03:24)
2. El cucut (02:59)
3. Arrels (03:10)
4. Volem pa amb oli (04:17)
5. La donzella de les roses vermelles (03:03)
6. Tot depèn (02:42)
7. ...i va callar (03:15)
8. No us puc dir si plorava perquè plovia (04:29)
9. Any 2017 (02:31)
10. Sobre teulades (03:20)
11. Conte medieval (03:56)
12. Riu avall (03:34)

Colze amb colze (1976)
1. Al banderer de la pau (02:50)
2. El joc d'obrir gàbies (02:48)
3. Més enllà d'un adéu (04:11)
4. Endevinalles d'istes (03:23)
5. Ahir va començar (03:46)
6. El crit del silenci (04:17)
7. No ho diguis a ningú (02:40)
8. Cançó brindis (03:43)
9. L'ampolla i el got (02:43)
10. Cada dia és un nou pas (03:32)

Licor d'herbes bones (1978)
1. Mots (03:51)
2. Maria (dedicat a XB) (04:55)
3. Refranys (03:10)
4. Dama negra (03:46)
5. En aquest país monàrquic (04:21)
6. Cançoneta de fira (03:41)
7. Majka (02:54)
8. Onze de setembre (02:42)
9. Tanmateix, serenament (03:43)
10. Mentre vas i véns (02:39)
11. Goigs de Sant Democraç (03:52)

Torna, torna Serrallonga (1980)
1. Sortiu a peu (03:40)
2. Mediterrània (05:11)
3. Vianant (02:59)
4. Vine l'amor (05:04)
5. Corrandes venen (03:11)
6. Torna, torna Serrallonga (02:07)
7. Terra, que de dona tens el nom (05:20)
8. Rondalla (04:33)
9. Barcelona (04:34)
10. Plany, de Salses a Guardamar (03:28)

Com un anhel (1982)
1. La cançó dels mariners (03:11)
2. Són els teus ulls (03:04)
3. Sí... (05:26)
4. L'àvia (06:22)
5. Pirates de l'oest (01:52)
6. Del que vaig ser (03:25)
7. Captaire com sóc (02:58)
8. Com un alzinell (05:39)
9. Et cobriran de blasmes (02:35)
10. Fes ta festa (04:20)

## Premis i reconeixement
- 2023 - Premi Enderrock d'Honor.[3][4]